# John Collier (lekkoatleta)
John Sheldon Collier (ur. 26 września 1907 w Buffalo, zm. 31 października 1974 w Coronado) – amerykański lekkoatleta (płotkarz), medalista olimpijski z 1928.
Zdobył brązowy medal w biegu na 110 metrów przez płotki na igrzyskach olimpijskich w 1928 w Amsterdamie, za Sidneyem Atkinsonem ze Związku Południowej Afryki i swym rodakiem Stevenem Andersonem.
Był wicemistrzem Stanów Zjednoczonych (AAU) w biegu na 110 metrów przez płotki w 1928, a także halowym mistrzem USA w biegu na 65 metrów przez płotki w 1934.
Ustanowił kilka halowych rekordów świata w biegu na 60 jardów przez płotki do wyniku 7,5 s (przy pięciu płotkach) i 7,4 s (przy czterech płotkach).